# Adam Szentpétery
Adam Szentpétery (Rožňava, 24 febbraio 1956) è un pittore slovacco di etnia ungherese. È capo dipartimento / professore dello Studio di immagine contemporanea presso la Facoltà di Lettere presso l'Università tecnica di Košice, in Slovacchia. È noto soprattutto per la sua pittura astratta con tele fortemente strutturate geometricamente in un modo molto originale con un cromatismo molto intenso, ma allo stesso tempo raffinato.

## Biografia
Dal 1971 al 1975 ha studiato presso la Scuola di Arti Applicate di Košice (dipartimento di arti grafiche). Dal 1976 al 1982, ha studiato presso l'Alta scuola di arti figurative di Bratislava presso lo studio di pittura monumentale nel corso tenuto da Dezider Castiglione e Ivan Vychlopen. Dal 1999 è a capo dello Studio di Immagine Contemporanea presso la facoltà di arte dell'Università tecnica di Košice (dal 2004 professore associato). Nel 2007 a Szentpétery è stato assegnato il premio statale ungherese "Munkácsy Mihály díj". Oggi Szentpétery vive e lavora a Rožňava e a Košice.

### Opere
(Vladimír Beskid)

### Esposizioni
Dal 1984 ad oggi Szentpétery ha esposto le sue opere in numerose mostre personali (21) e collettive (142) in tutto il mondo, soprattutto nei paesi dell'Unione europea, ma i suoi dipinti sono stati esposti anche in Giappone, Corea e Taiwan. L'elenco completo delle mostre personali e collettive è disponibile in Adam Szentpétery's catalogue.

### Opere in collezioni
- Východoslovenská galéria, Košice (Slovacchia)
- Danubiana Meulensteen Art Museum, Bratislava (Slovacchia)
- Museo della Slovacchia orientale, Košice (Slovacchia)
- Banícke múzeum, Rožňava (Slovacchia)
- Sbírka AVS, Prague (Repubblica Ceca)
- Stadtgalerie, Cottbus (Germania)
- Miskolci Galéria Miskolc (Ungheria)
- Kortárs Magyar Galéria Dunajská Streda (Slovacchia)
- Oravská galéria, Dolný Kubín (Slovacchia)
- Gyergyószárhegyi Megyei Alkotóközpont – Lăzarea (Romania)
- Beratzhausener Sammlung, Beratzhausen (Germania)
- Adam Galery[collegamento interrotto] Brno (Repubblica Ceca)